# Općinska C nogometna liga Ludbreg 1976./77.
"Općinska C nogometna liga Ludbreg" za sezonu 1976./77., u organizaciji "ONS Ludbreg", koji je s redovitim ligaškim natjecanjima počeo u ovoj sezoni. 
 
Sudjelovalo je 11 klubova, a prvak je bila "Podravka" iz Struge. 

## Ljestvica
| mj. | klub                    | ut. | pob. | ner. | por. | gol+ | gol- | bod |
| --- | ----------------------- | --- | ---- | ---- | ---- | ---- | ---- | --- |
| 1.  | Podravka Struga         | 20  | 15   | 1    | 4    | 75   | 36   | 31  |
| 2.  | Radnički Hrženica       | 20  | 14   | 2    | 4    | 84   | 48   | 30  |
| 3.  | Lunjkovec               | 20  | 12   | 3    | 5    | 52   | 38   | 33  |
| 4.  | Partizan Veliki Bukovec | 20  | 11   | 3    | 6    | 60   | 41   | 25  |
| 5.  | Poljoprivednik Kapela   | 20  | 11   | 2    | 7    | 50   | 22   | 22  |
| 6.  | Proleter Mali Bukovec   | 20  | 8    | 3    | 9    | 36   | 53   | 19  |
| 7.  | Karlovec                | 20  | 5    | 6    | 7    | 38   | 48   | 18  |
| 8.  | Kalnik Čukovec          | 20  | 7    | 3    | 10   | 50   | 52   | 17  |
| 9.  | Dubovica                | 20  | 5    | 1    | 14   | 33   | 64   | 11  |
| 10. | Podgora Bolfan          | 20  | 3    | 4    | 13   | 36   | 75   | 10  |
| 11. | Mladost Sveti Petar     | 20  | 2    | 4    | 14   | 30   | 67   | 8   |

## Rezultatska križaljka
| kratica | klub                    | DUB | KAL | KAR | LUNJ | MLA | PAR | PODG | PODR | POLJ | PRO | RAD |
| --- | ----------------------- | --- | --- | --- | ---- | --- | --- | ---- | ---- | ---- | --- | --- |
| DUB | Dubovica                |     |     |     |      |     |     |      |      |      |     |     |
| KAL | Kalnik Čukovec          |     |     |     |      |     |     |      |      |      |     |     |
| KAR | Karlovec                |     |     |     |      |     |     |      |      |      |     |     |
| LUNJ | Lunjkovec               |     |     |     |      |     |     |      |      |      |     |     |
| MLA | Mladost Sveti Petar     |     |     |     |      |     |     |      |      |      |     |     |
| PAR | Partizan Veliki Bukovec |     |     |     |      |     |     |      |      |      |     |     |
| PODG | Podgora Bolfan          |     |     |     |      |     |     |      |      |      |     |     |
| PODR | Podravka Struga         |     |     |     |      |     |     |      |      |      |     |     |
| POLJ | Poljoprivednik Kapela   |     |     |     |      |     |     |      |      |      |     |     |
| PRO | Proleter Mali Bukovec   |     |     |     |      |     |     |      |      |      |     |     |
| RAD | Radnički Hrženica       |     |     |     |      |     |     |      |      |      |     |     |
| |                         |     |     |     |      |     |     |      |      |      |     |     |
| podebljan rezultat - utakmice od 1. do 11. kola (1. utakmica između klubova) rezultat normalne debljine - utakmice od 12. do 22. kola (2. utakmica između klubova) rezultat nakošen - nije vidljiv redoslijed odigravanja međusobnih utakmica iz dostupnih izvora rezultat smanjen * - iz dostupnih izvora nije uočljiv domaćin susreta prekrižen rezultat - poništena ili brisana utakmica p - utakmica prekinuta 3:0 p.f. / 0:3 p.f. - rezultat 3:0 bez borbe |                         |     |     |     |      |     |     |      |      |      |     |     |

 Izvori: